# Mós
Mós es una freguesia portuguesa del municipio de Braganza, con 11,46 km² de superficie y 194 habitantes (2001). Su densidad de población es de 16,9 hab/km².

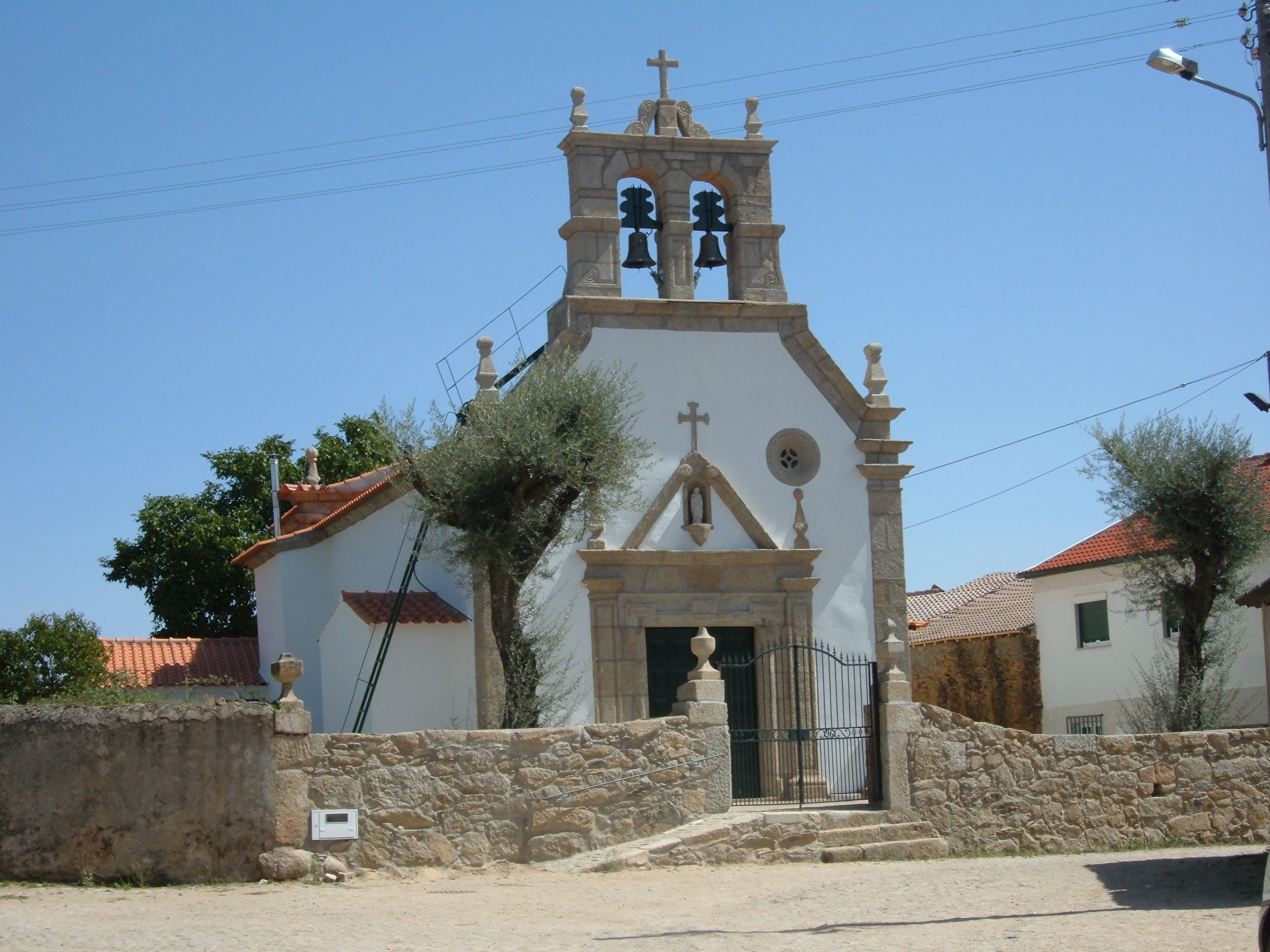
Iglesia de San Pedro en Mós